# صروية
الصَّرْوِيَّة هي فصيلة نباتية تتكون من أربعة أجناس وسبعة أنواع من النباتات المزهرة العشبية الأصلية في شرق وجنوب آسيا وأمريكا الشمالية. تم التعرف على العائلة من قبل معظم خبراء التصنيف وتعرف أحيانًا باسم «عائلة ذنب الضب».

## الأجناس
من أجناسه:
- صروة